# Traag (lied)
Traag is een lied van de Nederlandse hiphopartiest Bizzey in samenwerking met de Nederlandse rappers Jozo en Kraantje Pappie. Het werd in 2017 als single uitgebracht.

## Achtergrond
Traag is geschreven door Leo Roelandschap, Alex van der Zouwen, Stephan Boers en Jordi Teze en geproduceerd door Ramiks en Bizzey. Het is een nummer uit het genre nederhop met effecten uit de baile funk en dembow. In het lied rappen en zingen de artiesten over seks. Het lied kan worden gezien als een clublied.
In het lied is ook een vrouwenstem te horen. Deze vrouw wilde niet de publiciteit in en had zich laten uitkopen voor het nummer. Hierdoor ontvangt zij geen royalty's voor het lied, iets wat Bizzey betreurde omdat hij haar naar eigen zeggen als een lief mens kent. De naam van de zangeres is anno 2023 nog steeds onbekend.
Het nummer en vooral de videoclip, waarin verschillende vrouwen seksueel dansen, gingen viraal op videoplatform YouTube. Het werd veel bekeken in Nederland, maar opvallend genoeg was het naast in Nederland een grote hit in Turkije. Het heeft anno 2024 meer dan 400 miljoen weergaven op het platform. Toen de video de 50 miljoen weergaven passeerde, werd het de best bekeken Nederlandse videoclip ooit op YouTube. Op Spotify is het nummer met meer dan 156 miljoen streams het meest gestreamde Nederlandstalige nummer ooit. De single heeft in Nederland de vierdubbele platina status.
Het was de eerste keer dat de drie artiesten tegelijkertijd op een track te horen waren. Onderling waren er wel al samenwerkingen. Zo had Bizzey met Jozo al het nummer Doe je dans gemaakt. De twee artiesten herhaalden de samenwerking op Ding ding ding. Bizzey en Kraantje Pappie scoorden voor Traag op De manier en na Traag op onder andere Ja!, Ik heb je nodig, Drup, Last man standing, Hockeymeisjes en Zin in de zomer man.
In 2022 maakte Bizzey samen met memetechno-dj's Dikke Baap en Natte Visstick een "Beuk remix" van het nummer.

## Hitnoteringen
De artiesten hadden succes met het lied in de hitlijsten van het Nederlands taalgebied. Het piekte op de 22e plaats van de Nederlandse Single Top 100 en stond 46 weken in deze hitlijst. De Nederlandse Top 40 werd niet bereikt; het kwam hier tot de achtste plaats van de Tipparade. Ook in de Vlaamse Ultratop 50 was er geen notering. Wel bereikte het de 27e positie van de Ultratip 100.